# Očeslavci
Očeslavci – wieś w Słowenii, w gminie Gornja Radgona. W 2018 roku liczyła 173 mieszkańców.